# Vieux Sequins et Vieilles Cuirasses
Vieux Sequins et Vieilles Cuirasses est un recueil de trois pièces pour piano d'Erik Satie, composé en 1913. 

## Présentation
Vieux Sequins et Vieilles Cuirasses est composé par Satie en septembre 1913.
La partition est publiée la même année par Eugène Demets et créée par la pianiste Marcelle Meyer au théâtre du Vieux-Colombier le 11 décembre 1917, lors d'un concert de « musique d'avant-garde » organisé par Jane Bathori,.

## Structure
Le cahier, d'une durée moyenne d'exécution de quatre minutes environ, comprend trois mouvements:
1. Chez le marchand d'or (Venise, XIIIe siècle) — Peu vite, dédié à Ricardo Viñes, daté du 9 septembre
2. Danse cuirassée (Période grecque) — Modéré, dédié à M.-D. Calvocoressi, daté du 17 septembre
3. La défaite des Cimbres (Cauchemar) — Sans trop de mouvement, dédié à Émile Vuillermoz, daté du 14 septembre

## Analyse
Vieux Sequins et Vieilles Cuirasses est un nouveau recueil de plagiats d'airs connus qui alimente l'année 1913 de Satie, et « brasse allègrement les époques et les lieux » : « réapparition et métamorphose d'anciennes obsessions » pour le compositeur.
Se promène ainsi dans le premier morceau, Chez le marchand d'or — qui recèle, selon Guy Sacre, « peut-être un peu plus de musique que les autres, avec son rythme de valse lente à 
 et ses harmonies précieuses » —, la Ronde du veau d'or chantée par Méphisto dans Faust de Gounod.
La deuxième pièce, Danse cuirassée, est une harmonisation malicieuse de La Casquette du père Bugeaud.

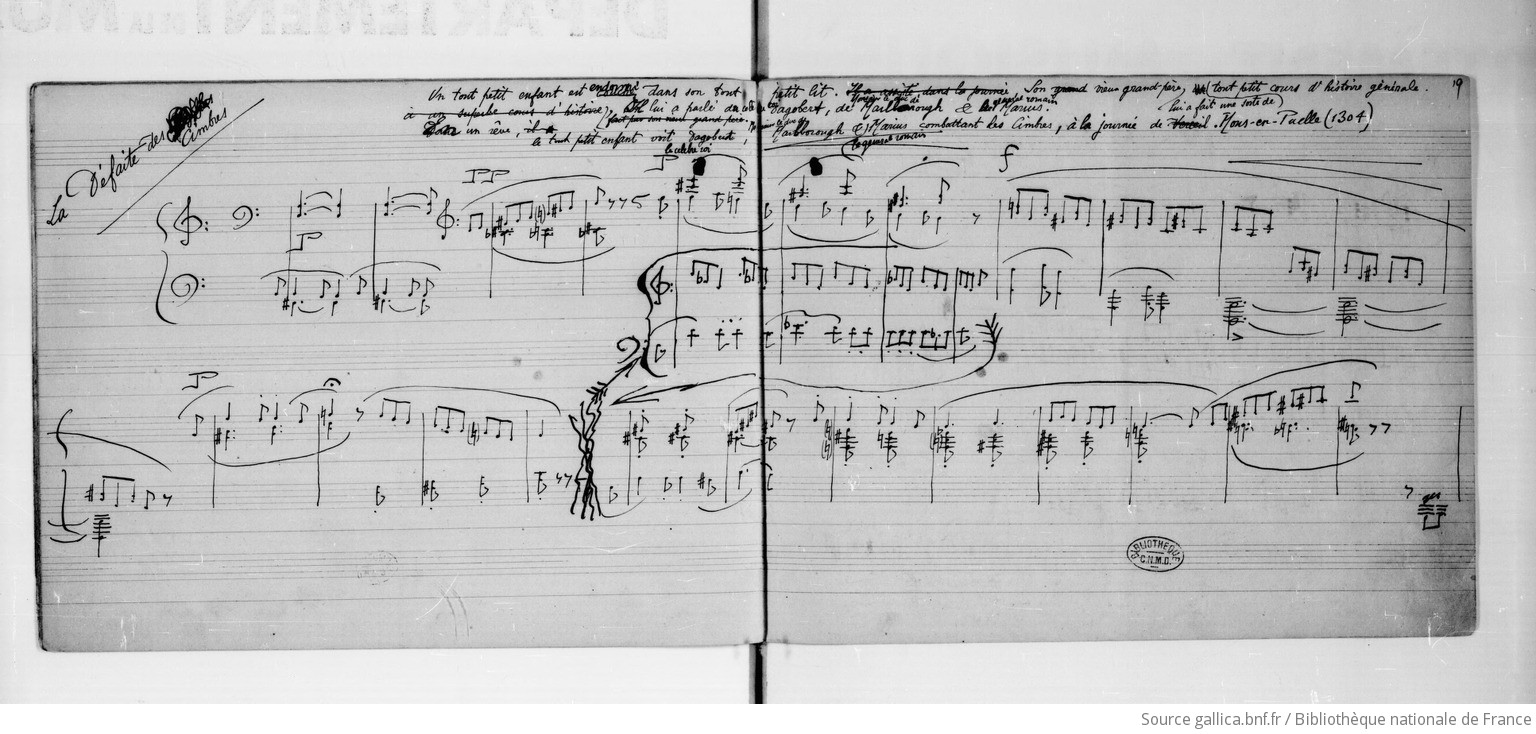
Première page du manuscrit autographe de La défaite des Cimbres (troisième pièce du recueil).

Enfin, la troisième pièce, La défaite des Cimbres, se déroule sur les airs mêlés de Malbrough s'en va-t-en guerre et du Bon roi Dagobert. Dans ce dernier morceau du cahier, Satie place un texte en exergue :  

« Un tout petit enfant dort dans son petit lit. Son très vieux grand-père lui fait journellement une sorte d'étrange tout petit cours d'Histoire générale, puisée dans ses vagues souvenirs. Souvent il lui parle du célèbre roi Dagobert, de Monsieur le Duc de Marlborough et du grand général romain Marius. En rêve, le tout petit enfant voit ces héros combattant les Cimbres, à la journée de Mons-en-Puelle. (1304) »

## Discographie
- Mon ami Satie, « une heure d'humour en compagnie de Claude Piéplu » (récitant), Jean-Pierre Armengaud (piano), Harmonia Mundi, Mandala, MAN 4879, 1991.
- Satie: Complete Piano Music, Jeroen van Veen (piano), Brilliant Classics 95350, 2016.
- Tout Satie ! Erik Satie Complete Edition[8], CD 3, Aldo Ciccolini (piano), Erato 0825646047963, 2015.

### Ouvrages généraux
- Guy Sacre, La musique pour piano : dictionnaire des compositeurs et des œuvres, vol. II (J-Z), Paris, Robert Laffont, coll. « Bouquins », 1998, 2998 p. (ISBN 978-2-221-08566-0), p. 2392.
- Adélaïde de Place, « Erik Satie », dans François-René Tranchefort (dir.), Guide de la musique de piano et de clavecin, Paris, Fayard, coll. « Les Indispensables de la musique », 1987, 867 p. (ISBN 978-2-213-01639-9, OCLC 17967083), p. 633.
- Michel Duchesneau, L'Avant-garde musicale et ses sociétés à Paris de 1871 à 1939, Paris, Mardaga, 1997, 352 p. (ISBN 2-87009-634-8).

### Monographies
- Vincent Lajoinie, Erik Satie, Lausanne, Éditions L'Âge d'Homme, 1985 (ISBN 978-2-8251-3228-9).
- Anne Rey, Satie, Paris, Éditions du Seuil, coll. « Solfèges », 1974, rééd. 1995, 192 p. (ISBN 978-2-02-023487-0 et 2-02-023487-4).